# 逢魔警察 ソラとアラシ
「逢魔警察 ソラとアラシ」（おうまけいさつ ソラとアラシ）は、巣田祐里子による日本の漫画作品。『月刊Asuka』（角川書店）にて連載された。

## 概要
人間と妖魔が共存する世界の警察機関「逢魔警察」に勤める、人間の空（ソラ）と妖魔の嵐（アラシ）のコンビの活躍を描く。
当初『ソラとアラシ』の題名で不定期連載されていたが、彼らが逢魔警察内の「OZ」に抜擢されて以後の分より上記のとおり改題され、『異界繁盛記 ひよこや商店』の後継連載となった。

## 登場人物
担当声優はドラマCD版での配役。
一条空（いちじょう ソラ）
声 - 梶裕貴
本作の主人公。極度の運動音痴だが純粋で心優しい少年。兄・海の跡を継ぎ警察になる。
嵐（アラシ）
声 - 小野大輔
人喰い妖魔。粗野で乱暴な性格。ひょんなことからソラとパートナーを組むことに。銀狼族の生き残り。
一条海（いちじょう カイ）
声 - 櫻井孝宏
ソラの兄。故人。アラシの元パートナー。事件中妖魔に襲われ殉職。当初両親は彼の死が元でソラが警察になることに猛反対していた。
雨宮恋（あまみや れん）
声 - 鳥海勝美
ソラとアラシの上司。前科者のアラシを監視しており、ソラに彼を諫めるための道具を渡す。実は闇仙族で、妻を亡くした過去をもつ。
海堂陽太（かいどう ひなた）
声 - 松風雅也
ソラとアラシの先輩。両親とは死別。面倒見のいい性格。弟妹がいる。
緋天王千尋（ひてんのう ちひろ）
声 - 小野坂昌也
陽太のパートナーの天狗。軽薄な女好き。好物は和食。アラシとは度々いがみ合っている。千早（ちはや）という双子の弟がいる。趣味はAV鑑賞。
篁椿（たかむら つばき）
声 - 私市淳
ソラと同い年の少年。自分にも他人にも厳しいエリート。実家は英国貴族。
メルカトル・メルティナ・メルリデル
声 - 藤田咲
椿のパートナーのペガサスユニコーン。一族の最年少。椿を敬愛している。お菓子が好物。ソラや千尋からは「メルちゃん」と呼ばれる。

## 単行本
- 巣田祐里子『ソラとアラシ』 角川書店〈あすかコミックス〉、全2巻
  1. 2007年発行 ISBN 978-4-04-925041-1
  2. 2008年発行 ISBN 978-4-04-925065-7
- 巣田祐里子『逢魔警察 ソラとアラシ』 角川書店〈あすかコミックスDX〉、全3巻
  1. 2008年発行 ISBN 978-4-04-854267-8
  2. 2009年発行 ISBN 978-4-04-854349-1
  3. 2010年発行 ISBN 978-4-04-854430-6

2012年にKindle版全3巻発行

## ドラマCD
2009年 ランティスより発売。脚本は関根聡子、脚本監修は上江洲誠。